# Bilingue von Karatepe

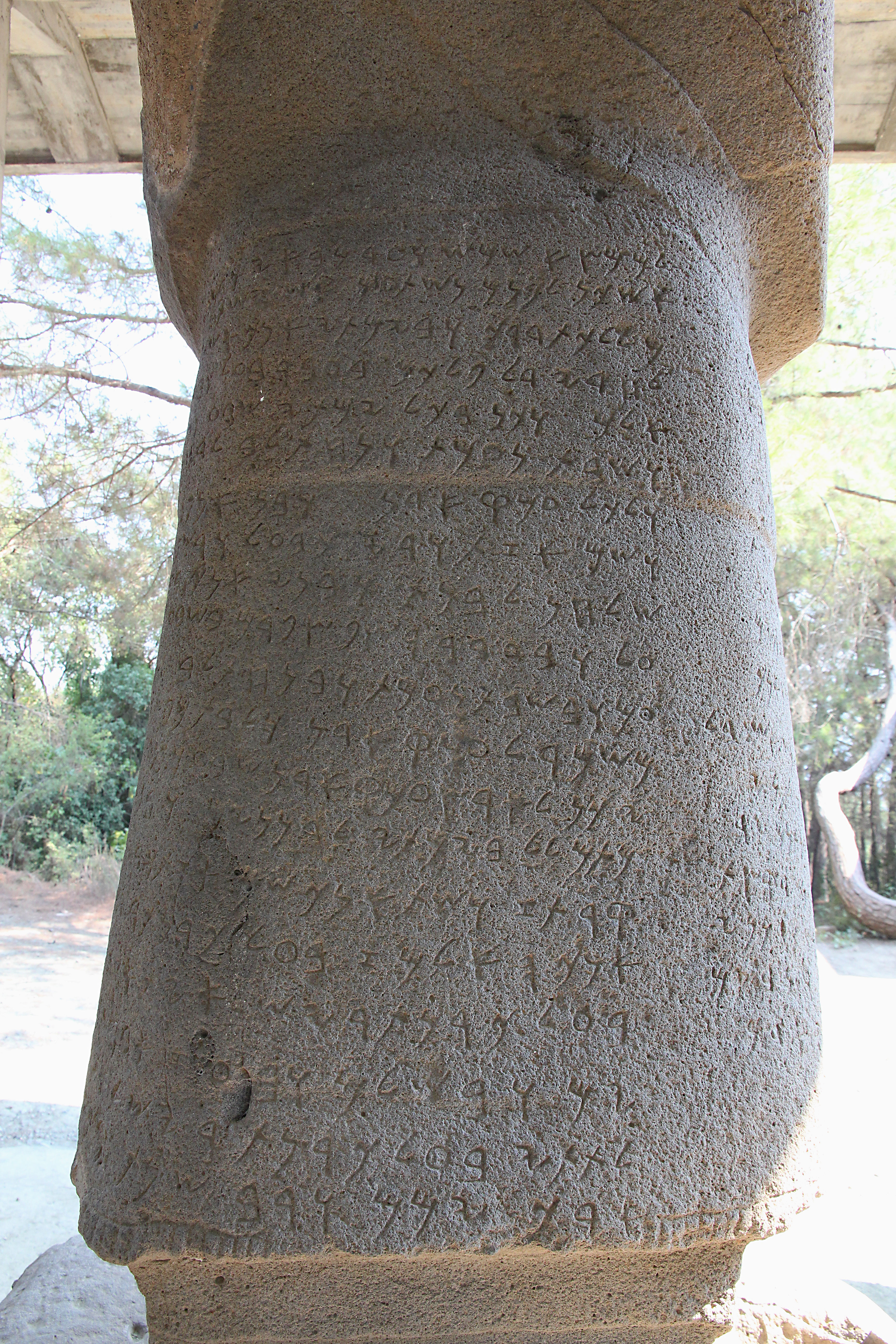
Phönizischer Text auf der Rückseite der Statue des Wettergottes am Südtor von Karatepe

Die Bilingue von Karatepe ist eine zweisprachige Inschrift, die Helmuth Theodor Bossert 1946 auf dem Karatepe-Arslantaş entdeckte. Sie besteht aus einem phönizischen und einem hieroglyphen-luwischen Teil.

## Entdeckung
Die Residenz Azatiwataya von Azatiwada, dem Herrscher eines spätluwischen Stadtstaates, wurde von Bossert, Halet Çambel und Bahadır Alkım 1946 entdeckt und ausgegraben. Dabei wurden zwei monumentale Toranlagen mit Reliefs gefunden, die mit zahlreichen Inschriften ausgestattet sind. Bereits 1947 gelang es Franz Steinherr, einem Schüler Bosserts, in dem damals noch nicht lesbaren hieroglyphen-luwischen Teil des Textes (damals noch als Hieroglyphen-Hethitisch bezeichnet), den Namen des Herrschers zu erschließen (’ZTWD/ damals Asitawandas, heute als Azatiwada gelesen) und die Inschriften als Bilingue zu erkennen. Der phönizische Teil der Texte war zu der Zeit schon lesbar. Die Inschriften wurden zunächst von Bossert, Çambel und Alkım und abschließend 2000 von Halet Çambel, Bosserts damaliger Assistentin und späterer Nachfolgerin am Karatepe, und John David Hawkins veröffentlicht. Die Bilingue spielte eine maßgebliche Rolle bei der Erschließung der luwischen Hieroglyphen und der dazugehörigen Sprache.

## Beschreibung

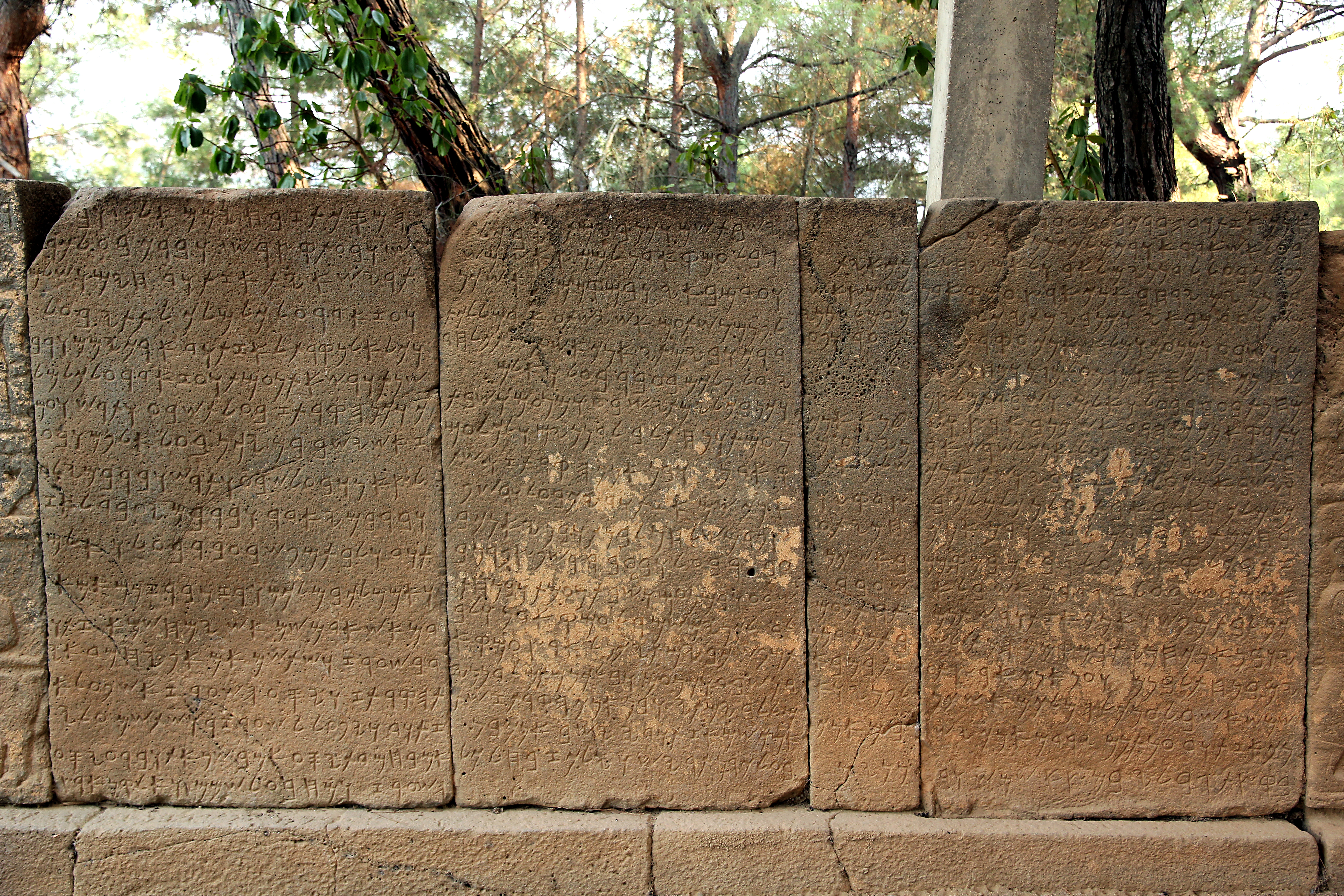
Orthostaten mit phönizischem Text am Nordtor

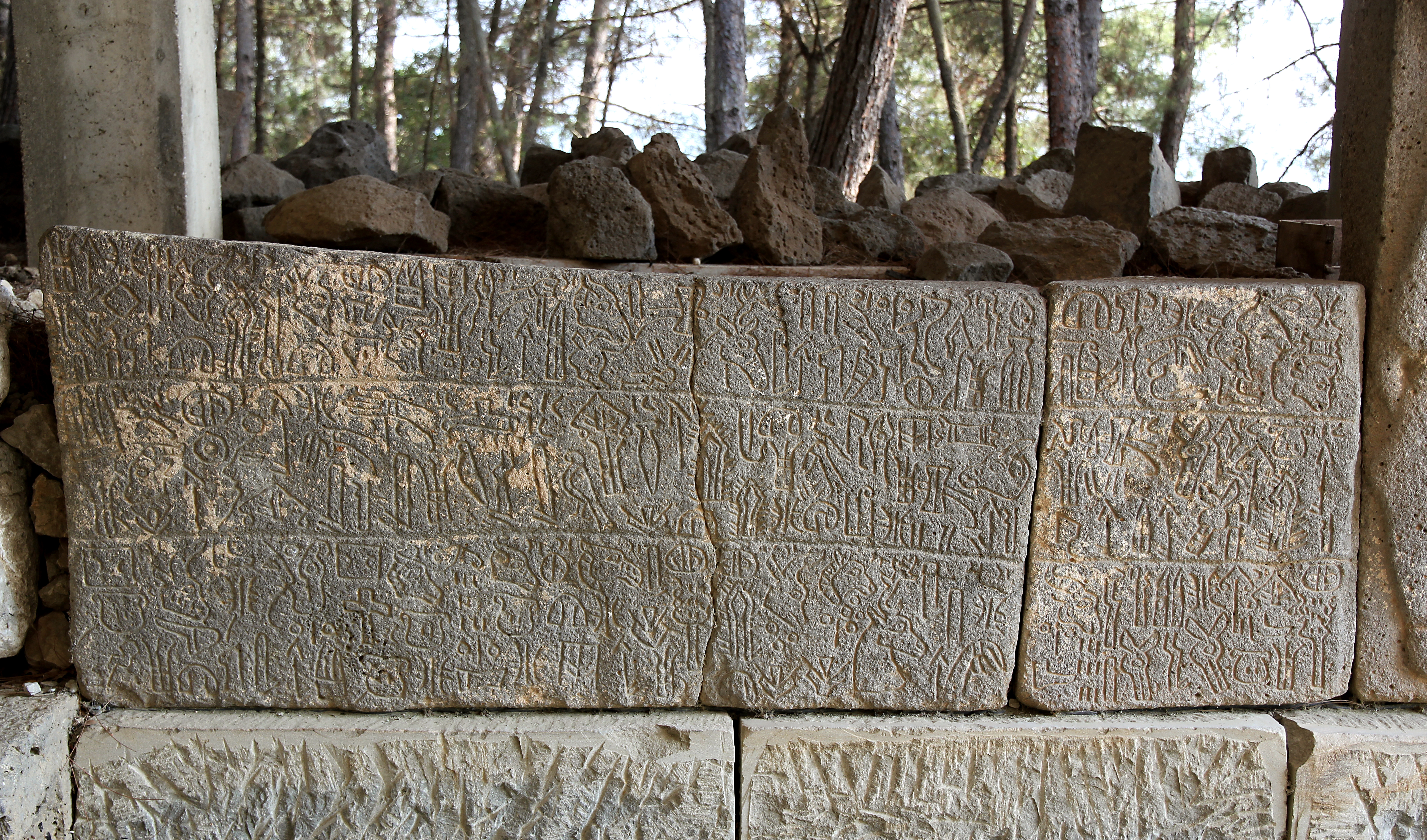
Orthostaten mit hieroglyphen-luwischem Text am Südtor

Die Toranlagen am Karatepe bestehen aus je einem Vorhof und zwei Seitenkammern, über die die Reliefs sowie die Inschriften verteilt sind. Der Text liegt in drei phönizischen und zwei hieroglyphen-luwischen Fassungen vor. Zwei der phönizischen Fassungen, von Bossert mit Phu und Pho ("u" für das untere Nordtor, "o" für das obere Südtor) bezeichnet, sind jeweils auf der linken Seite des Vorhofs zu finden. Am Nordtor beginnt der Text auf vier zusammenhängenden Orthostaten und setzt sich über mehrere Reliefsockel fort, um auf einem Portallöwen zu enden. Am Südtor befindet sich der größte Teil des Textes auf dem Portallöwen und setzt sich auf einem daran anschließenden Orthostaten fort. Die dritte Fassung bedeckt Vorder- und Rückseite der Statue eines Wettergottes am Südtor sowie den aus zwei Stierfiguren bestehenden Sockel des Standbilds.
Die zwei Hieroglyphenfassungen Ho und Hu, die aufgrund des Schriftbilds erheblich mehr Platz beanspruchen, verteilen sich über Sockel, Reliefs, Orthostaten und Portallöwen sowohl der Vorhöfe als auch der Seitenkammern. Im Gegensatz zur geordnet angebrachten phönizischen Fassung ist die Anordnung dieser Inschrift anscheinend völlig willkürlich und entgegen dem Textzusammenhang. Der Grund für diese Verteilung ist nicht nachvollziehbar. Platzmangel schließt Bossert aus, da einfaches Vertauschen einzelner Fragmente problemlos zu einer fortlaufenden Anordnung geführt hätte, auch ein Zusammenhang mit den jeweiligen Reliefs ist nicht zu erkennen. Vermutungen über eine mögliche spätere Änderung der gegebenen Aufstellung sind nicht nachweisbar.

## Inhalt und Datierung
Azatiwada war ein von Awariku (Urikki), König von Qu'e und Adana in Kilikien und Vasall von Tiglat-Pileser III., eingesetzter Herrscher. Der Text ist ein autobiografischer Bericht über seine Verdienste um das Reich von Adana, wo er der Inschrift zufolge die Nachkommen von Awariku inthronisiert hat. Daraus wird geschlossen, dass die Herrschaft des Azatiwada in der Regierungszeit des Awariku 738–732 v. Chr. begann und bis ins beginnende 7. Jahrhundert v. Chr. andauerte. Die Entstehung der Inschrift wird für die Zeit nach Awarikus Tod (nach 709 v. Chr.) angenommen. Für diese Datierung sprechen auch stilistische Analysen sowohl des phönizischen Textes als auch der Hieroglyphen.
Auszug

„Ich bin Azatiwada, Wesir des Baal, Diener des Baal, den Awariku, König der Adanaer, groß gemacht hat. Baal machte mich den Adanaern zum Vater und zur Mutter. Ich ließ aufleben die Adanaer. Ich breitete das Land der Ebene von Adana aus vom Aufgang der Sonne bis zu ihrem Untergang. Und in meinen Tagen hatten die Adanaer alles Gute und Vorratsfülle und Wohlstand. Und ich füllte die Speicher von Paʿr. Und ich fügte Pferd zu Pferd und Schild zu Schild und Heer zu Heer nach des Baal und der Götter Willen. Und ich zerstörte die Räuberhöhlen und trieb jeden Bösewicht aus, der im Lande war…“

Von König Awariku stammt die Statue von Çineköy, die ebenfalls eine phönizisch-luwische Bilingue enthält.